# M People
M People was een Britse dancegroep uit Manchester die werd geleid door dj en producer Mike Pickering (1958). De groep bestond verder uit zangeres Heather Small (1965), toetsenist Paul Heard (1960) en toetsenist Andrew Lovell (1969). De groep werd in 1990 opgericht en was vooral actief tot 1998. Hoewel de groep nooit ontbonden is, beperkt M People zich sindsdien vooral tot optredens. De groep maakte een groot aantal hits in eigen land en is in het buitenland vooral bekend van het nummer Moving on up (1993). 

## Mike Pickering
Mike Pickering begon zijn muzikale loopbaan als man achter de schermen. Hij begon als roadie voor Dire Straits. Later werd hij A&R-manager bij het label Factory Records. Voorts was hij onderdeel van de Nederlands-Engelse dancegroep Quando Quango, dat in 1985 het album Pigs + Battleships uitbracht. Verder was hij in de jaren tachtig een van de vaste dj's in de club The Haçienda in Manchester. In 1987 maakte hij een overstap naar het nieuw gevormde label DeConstruction. Daar was hij betrokken bij Cariño (1987) van T-Coy, een van de eerste Britse househits ooit. 

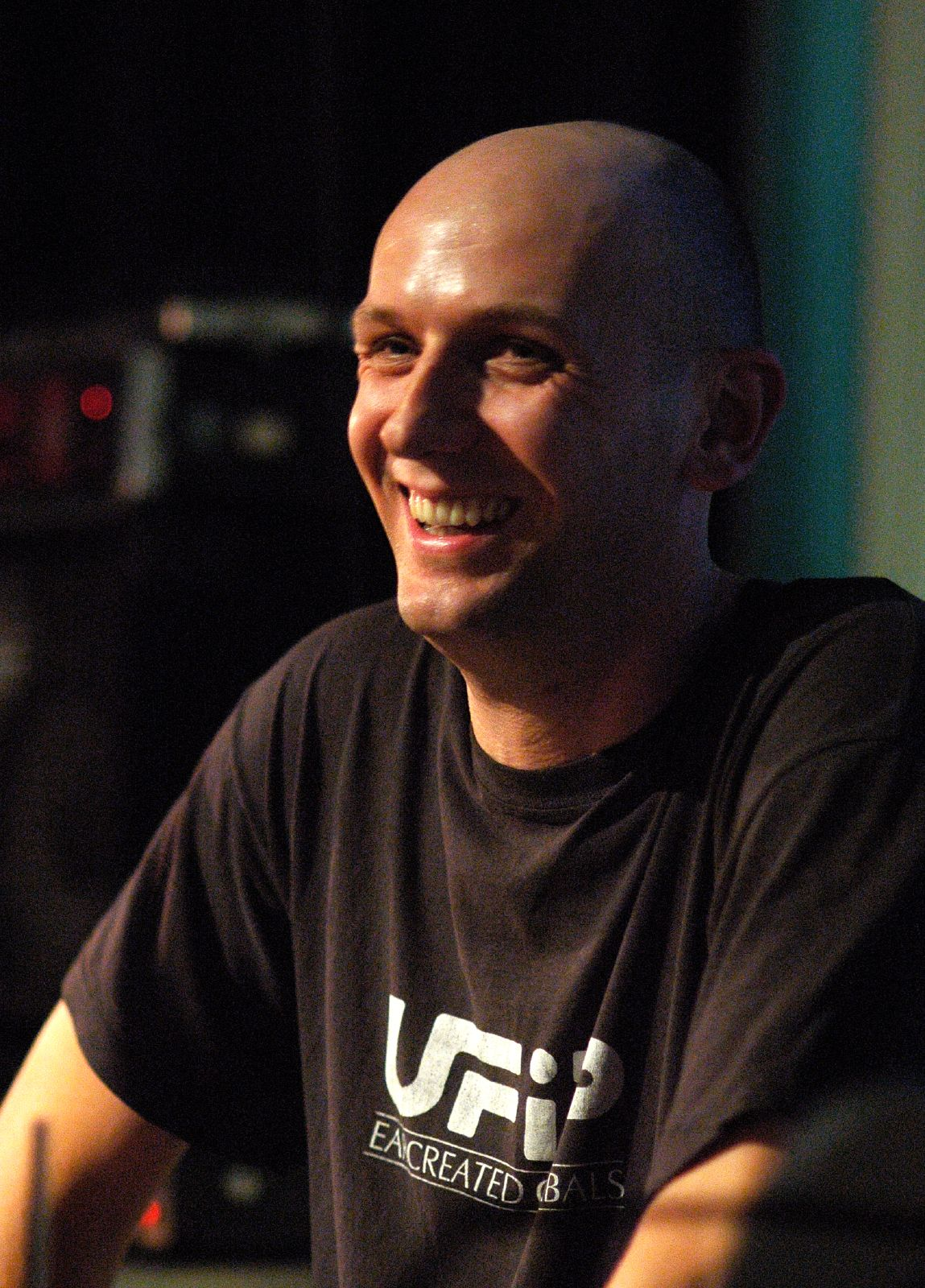
Mike Pickering

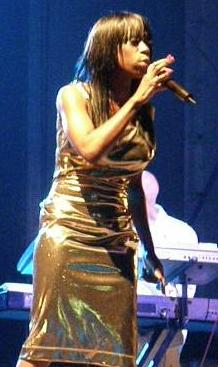
Heather Small

## M People
In 1990 speelde Pickering met het idee om een eigen housegroep op te richten met wisselende vocalisten en die M People moest gaan heten. Al snel bleek dat zangeres Heather Small een goed gezicht van de groep zou zijn. Small was bekend bij DeConstruction als zangeres van de soulgroep Hot!House, die op het label zijn platen had uitgebracht. Als extra muzikanten traden Paul Heard en Andrew Lovell aan. Het viertal nam het album Northern soul (1991) op. Het album deed het qua verkoop vrij aardig en de vier singles werden in eigen land allemaal hits. 

## Succesjaren
De doorbraak voor M People volgde begin 1993 door een nieuwe remix van het nummer How can I love you more? door dj Sasha. Niet lang daarna verscheen het album Elegant slumming, dat een groot verkoopsucces werd. Het album bereikte de tweede plek van de Britse albumlijst en bleef daar maanden in staan. De single Moving on up werd daarvan een grote hit. Het nummer werd in 1997 gebruikt tijdens de campagne van Tony Blair. Hetzelfde succes kende opvolger Bizarre fruit (1994), dat driemaal platina behaalde. Hiervan werd een uitgebreide versie uitgebracht onder de naam Bizarre Fruit II. M People maakte eveneens een nummer voor het album Kylie Minogue van Kylie Minogue. In 1997 kwam het album Fresco uit, waarop M People meer in de richting van triphop en drum 'n' bass. Dit werd uitgebracht het eigen label M People records. Ook dit album was weer goed voor enkele hits. Heather Small was in 1997 ook betrokken bij een benefietsingle. Het nummer Perfect day van Lou Reed werd door meerdere artiesten opgenomen ten bate voor kinderen in nood. 

## Einde
In 1998 verscheen een hitcompilatie met enkele nieuwe nummers. Daarbij kondigde de band een pauze aan. Die betekende uiteindelijk het einde van de band. Hoewel M People nog wel enkele malen bijeenkwam voor tournees in 2005, 2007, 2012 en 2013. Heather Small bracht de albums Proud (2000) en Close to a Miracle (2006) uit. Voorts was ze te gast op het album Reload (1999) van Tom Jones. Het nummer You Need Love Like I Do verscheen in 2000 op single. Mike Pickering werkte in 1998 mee aan het album Duende van A Man Called Adam (danceact).